# Hegyközpályi község
Hegyközpályi község (románul: Comuna Paleu) község Bihar megyében, Romániában. Központja Hegyközpályi, beosztott falvai Hegyközszáldobágy, Hegyközújlak.

## Népessége
A 2011-es népszámlálás adatai alapján a község népessége 2523 fő volt.

## Története
2003-ban vált ki Hegyközcsatár községből és vált önálló községgé.